# István Várdai
István Várdai (Szabolcs, cerca de 1425 – Kalocsa, 22 de fevereiro de 1481) foi um cardeal húngaro da Igreja Católica, que foi arcebispo de Kalocsa.

## Biografia
Estudou em Ferrara e obteve um doutorado em direito canônico. Inicialmente, ele se juntou ao exército e defendeu as fronteiras da Hungria contra os turcos. Mais tarde, ingressou na vida eclesiástica. Foi cônego do capítulo da Catedral de Eger, entre 1451 e 1454. De 1454 a 1456, esteve na Transilvânia e quando retornou, foi reitor do capítulo da catedral de Eger. Vice-chanceler do Reino da Hungria, entre 1456 e 1458, foi o chanceler entre 1464 e 1471.
Nomeado pelo rei László V da Hungria e postulado pelo capítulo da catedral metropolitana como arcebispo de Kalocsa. Confirmado pelo Papa Calisto III como arcebispo de Kalocsa em 25 de fevereiro de 1457, mas sem informações sobre sua ordenação episcopal. Enviado à França para negociar o casamento entre o rei László V e uma filha do rei Carlos VII, mas a embaixada foi frustrada por causa da morte do rei húngaro em 1457.
Foi criado cardeal pelo Papa Paulo II no Consistório em 18 de setembro de 1467, recebendo o título de cardeal-presbítero de Santos Nereu e Aquileu em 13 de maio de 1468; o chapéu vermelho foi enviado em janeiro de 1471. Foi promovido ao cardinalato a pedido de Mátyás Corvin, rei da Hungria, e do rei Luís XI de França.
Morreu em 22 de fevereiro de 1471, em Kalocsa e foi sepultado na sua catedral.